# 七々扇流
七々扇流（ななおうぎりゅう）は、日本舞踊の流派のひとつである。創流以来横浜に拠点を構え、当地の劇場や花柳界にて勢力を揮った。もともと七扇流という名前であったが、初代家元の墓に「七々扇」と刻まれていたことから、1965年に現在の名称に改めている。
西川流4世西川扇蔵の弟子であった西川国助が、師の没後横浜に移り創流したもので、国助の母であり田安徳川家のお抱え狂言師であった市山さとを流祖七扇小橘（ななおうぎ こきつ）とし、国助が初代家元七扇小橘を名乗った。「七扇」の姓は、さとを贔屓にしていた勝海舟の発案によるもので、新天地である横浜を「七つの海」になぞらえたことに由来する。
初代の実子である2代目小橘は藤間流の2世藤間勘右衛門の門下にて稽古を重ね、後に横浜での勢力を確立する立役者となった。2代目には子が無かったため門弟の七扇花助（ななおうぎ はなすけ）を養子とし、これが3代目家元となった。当代は花助の甥にあたる七々扇花端王（ななおうぎ かずお）。
初代が西川流の、2代目が藤間流の出身であり、かつ横浜には他流派の影響が入り込む余地が無かったため、両流派からの伝承が古来からの形で残されている。

## 参考資料
- 演劇出版社編『日本舞踊入門』30ページ「七々扇流のこと」 2004年、ISBN 4-900256-89-7
- 藤田洋『日本舞踊ハンドブック』2001年、ISBN 4-385-41046-1